# Obervogteiamt Überlingen
Das Obervogteiamt Überlingen war in napoleonischer Zeit eine Verwaltungseinheit im Südosten des Landes Baden. Es bestand von 1803 bis 1810.

## Geschichte
Zu Zeiten des Heiligen Römischen Reiches hatte das am Nordufer des Bodensees gelegene Überlingen den Status einer freien Reichsstadt inne, deren Herrschaftsgebiet auch ein Stück weit in den angrenzenden Linzgau reichte. Infolge des Reichsdeputationshauptschlusses 1803 wurde sie mediatisiert und der badischen Landeshoheit unterstellt. Dessen Regierung errichtete daraufhin die Obervogtei Überlingen, die gegliedert wurde in eine Ratsvogtei für die Stadt an sich, und ein davon getrenntes Amt für die Dörfer des Umlandes. Im Sommer 1807 wurde die Obervogtei aufgelöst, das Obervogteiamt, dem noch das vormals mainauische Lippertsreute und die grundherrschaftlichen Orte Billafingen und Beurenhof zugeteilt wurden, unterstand nun direkt der übergeordneten Provinzverwaltung. Im Dezember 1807 wurden ihm die standesherrschaftlichen Ämter Herdwangen und Münchhöf unterstellt. In Umsetzung des Novemberedikts von 1809 wurden Stadt und Umland Anfang 1810 zum Amt Überlingen vereinigt.

## Orte und Einwohnerzahlen
1804 wurde für das Amt von 3843 Einwohnern berichtet. Sie verteilten sich auf 4 Pfarrdörfer, 9 Filialdörfer und zahlreiche kleinere Weiler:
- Altheim: 233
- Bambergen: 435
- Bonndorf: 640
- Denkingen, mit Sohl: 425
- Daisendorf: 165
- Ebratsweiler: 60
- Hohenbodman: 16 Wohnungen, Einwohner bei Ramsberg
- Nesselwangen: 105
- Ramsberg: 655
- Rickenbach: 125
- Sernatingen: 615
- Seelfingen: 240
- Taisersdorf: 145

In der Stadt Überlingen lebten zu diesem Zeitpunkt 2645 Menschen.
Denkingen, Ebratsweiler und Sohl waren, aufgrund ihrer räumlichen Lage, zunächst dem Obervogteiamt Pfullendorf zugeteilt worden, wurden aber bereits im Frühjahr 1804 zu Überlingen umgesetzt. Taisersdorf hatte vor 1803 unter der kirchlichen Herrschaft des Hochstifts Konstanz gestanden.

## Leiter der Verwaltung
Die Regelung von 1803 sah den Einsatz eines Beisitzers vor, der den Obervogt in juristischen Fragen für das Gebiet des Amtes unterstützen sollte. Dem 1805 als Assessor auf diese Stelle berufenen Johann Baptist von Ehren wurde 1807 die Leitung als Amtmann übertragen. 1810 wurde er zum Oberamtmann befördert.

## Übergeordnete Verwaltungseinheiten
Im Rahmen der Verwaltungsstruktur des Landes wurde die Obervogtei zunächst dem Oberen Fürstentum am Bodensee mit Sitz in Meersburg zugeordnet. Ab 1807 war die Provinz des Oberrheins, auch Badische Landgrafschaft genannt, mit Sitz in Freiburg im Breisgau zuständig.

## Weitere Entwicklung
Aus dem Amt Überlingen entstand 1813 das Bezirksamt Überlingen und 1939 der Landkreis Überlingen. Bei der Kreisreform 1973 kamen Überlingen und Umgebung zum Bodenseekreis.